# La Potière jalouse
La Potière jalouse est un ouvrage de l'ethnologue français Claude Lévi-Strauss paru chez Plon en 1985.

## Contenu
L'ouvrage reprend l'une des thèses fondamentales développées dans les Mythologiques, qui veut que la mythologie américaine soit une, Lévi-Strauss synthétisant une masse importante de matériaux ethnographiques provenant des deux Amériques.
L'ethnologue y réfléchit sur les « traits de la personnalité associés à l'exercice d'un métier » et s'étonne de l'absence, dans les croyances européennes, de la figure du potier. Le livre se propose de méditer cette lacune, en traitant trois problèmes :
« Un problème relève de l'ethnographie : j'essaierai de mettre en lumière des analogies, tant de structure que de contenu, entre des mythes provenant de régions très distantes (...). Un autre problème, celui sur lequel s'ouvre ce livre (...), concerne la logique des mythes. (...) Le troisième problème occupe les derniers chapitres. Ils traitent de la pensée mythique en général, montrent la distance qui sépare sur ce sujet comme sur d'autres l'analyse structurale de la psychanalyse, et ils posent enfin la question de savoir si, loin que la pensée mythique représente un mode dépassé de l'activité intellectuelle, elle n'est pas toujours à l'œuvre chaque fois que l'esprit s'interroge sur ce qu'est la signification. »
Le dernier chapitre (XIV) concentre une critique à la fois sérieuse et ludique de la pensée développée par Freud dans Totem et tabou et, plus généralement, de la lecture freudienne d'Œdipe roi, de Sophocle. 
On pourrait résumer ainsi les principales idées de Lévi-Strauss dans ce chapitre : 
1. "Une correspondance existe entre la vie psychique des sauvages et celle des psychanalystes"[3].
2. Freud a commis deux erreurs : « la première est d'avoir voulu déchiffrer les mythes au moyen d'un code unique et exclusif, alors qu'il est de la nature du mythe d'employer toujours plusieurs codes »[4]. « La seconde erreur consiste à croire que parmi tous les codes à la disposition des mythes, tel ou tel d'entre eux est obligatoirement employé »[5].
3. L'intérêt d'Œdipe roi, la tragédie de Sophocle, ne repose nullement sur un unique « codage sexuel » mais, comme le prouve une comparaison serrée avec Un chapeau de paille d'Italie, la comédie de Labiche, sur un schème général : l'enquête policière.
4. Les pulsions et les passions existent mais elles ne sont pas premières : « elles font irruption sur une scène déjà construite, architecturée par des contraintes mentales »[6].